# Ronny Miersch
Ronny Miersch (* 1985 in Lauchhammer) ist ein deutscher Schauspieler und Theaterregisseur.

## Leben
Miersch wuchs im brandenburgischen Senftenberg auf, wo er auch seine Reifeprüfung ablegte. Anschließend absolvierte er von 2005 bis 2009 ein Schauspielstudium an der Hochschule für Musik und Theater „Felix Mendelssohn Bartholdy“ Leipzig. Während seines Studiums spielte er im Studio des Neuen Theaters Halle/Saale.
Von 2008 bis 2013 war er im Festensemble des Schauspielhauses Bochum. Dort spielte er „Leonce“ in Leonce und Lena (Regie Anna Bergmann), „Krogstad“ in Nora (Regie Elmar Goerden), „Stefano“ in Der Sturm (Regie David Bösch), sowie „Laertes“ in Hamlet (Regie Jan Klata). Zudem wurde ihm 2012 der Bochumer Theaterpreis zugesprochen.
Seit der Spielzeit 2013/14 ist er u. a. als Gast in Münster, Augsburg, Bochum und Berlin tätig. An den städtischen Bühnen Münster arbeitete er mit Christian Brey, am Theater am Kurfürstendamm in Berlin mit Katharina Thalbach. Am Theater Augsburg war er 2014/2015 gastierend als „Brick“  in Die Katze auf dem heißen Blechdach von Tennessee Williams zu sehen.
Mit der Hauptrolle des Josef K. in Der Prozess bei den Hersfelder Festspielen 2019 überzeugte Miersch den Kritiker der Nachtkritik.
Im Jahr 2022 feierte er sein Regiedebüt mit Der eingebildete Kranke am Schlosstheater Celle. 
Außerdem ist Ronny Miersch seit März 2023 Ensemblemitglied beim Imrovisations-Comedy-Theater "Die Springmaus" in Bonn.  
Seit dem Jahr 2015 lebt er in Köln.

## Auszeichnungen
- Bochumer Theaterpreis als „Bester Nachwuchsschauspieler“ (2012)

## Theater (Auswahl)

### Schauspieler
- 2014/15: Die Katze auf dem heißen Blechdach (Brick), Staatstheater Augsburg
- Der eingebildete Kranke (Cléante), Neues Theater Halle
- Leonce und Lena (Leonce), Schauspielhaus Bochum
- Nora (Krogstad), Schauspielhaus Bochum
- Norway.Today. (August), Schauspielhaus Bochum
- Raub der Sabinerinnen (Emil Gross), Komödie am Kurfürstendamm
- Spamalot (Patsy), Schauspielhaus Bochum
- Floh im Ohr (Dr. Finache), Theater Münster
- Ein Mann, zwei Chefs (Alfie), Theater Münster
- Tender Napalm (Mann), PRT Bochum
- Der Prozess (Josef K.), Bad Hersfelder Festspiele

### Regisseur
- 2024: Der Mensch erscheint im Holozän am Theater der Keller Köln (Nominiert für den Kölner Theaterpreis)
- 2023: Der Besuch der alten Dame am Schlosstheater Celle
- 2022: Der eingebildete Kranke am Schlosstheater Celle, Premiere am 21. Januar 2022
- 2022: Der Revisor am Staatstheater Meiningen
- 2022 Der gute Mensch von Sezuan am Schlosstheater Celle
- 2022 Alles wird gut am Theater der Keller Köln

## Filmografie (Auswahl)
- 2008: Der Schein, Regie: Yvonne Tscherning
- 2012: In Zeiten wie diesen, Regie: Simon Carsten
- 2016: Endling – Der letzte seiner Art, Regie: Alexander Schaad
- 2016: SOKO Köln – Der Mann mit der Geige, ZDF, Regie: Sascha Thiel
- 2017: Ein Anderer, Kino, Regie: Julia Schubeius
- 2017: Zwei im falschen Film, Kino, Regie: Laura Lackmann
- 2018: Lifelines, RTL, Regie: Britta Keils
- 2019: Das Wichtigste im Leben, VOX, Regie: Laura Lackmann
- 2019: Tatort: Kaputt, ARD, Regie: Christine Hartmann
- 2020: Tonis Welt, VOX, Regie: Felix Binder
- 2020: Heldt: Beste Wohnlage, ZDF, Regie: Patricia Frey
- 2021: Der Zauberwürfel, ZDF, Regie: Michael Schneider
- 2021: Die Füchsin: Romeo muss sterben, ARD, Regie: Marc Rensing
- 2021: SOKO Köln: Bittersüß, ZDF, Regie: Daniel Helfer
- 2022: Rabiye Kurnaz gegen George W. Bush, Kino, Regie: Andreas Dresen
- 2022: WaPo Duisburg, ARD, WDR, Regie: Mathias Koßmehl
- 2022: Rentnercops: Mord vor der Hochzeit, ARD, Regie: André Siebert
- 2024: Wilsberg: Datenleck, Regie: Vivian Naefe
- 2024: Jenseits der blauen Grenze, Kino, Regie: Sarah Neumann
- 2024: Kleo 2, Netflix, Regie: Isabel Braak